# Гошен
Гошен — короткочасна держава у Південній Африці, бурська республіка, яка існувала на території Бечуаналенду (сучасна Ботсвана) в 1883–1883 роках. Через малі розміри та протистояння між Великою Британією і Трансваалем не змогла довго існувати. У 1883—1885 роках об'єдналася зі Стеллалендом в одну державу.

Мапа Гошену

| Прапор Ботсвани | Це незавершена стаття про Ботсвану. Ви можете допомогти проєкту, виправивши або дописавши її. |

| Прапор ПАР | Це незавершена стаття про Південно-Африканську Республіку. Ви можете допомогти проєкту, виправивши або дописавши її. |